# 戴夫·鲍尔
戴夫·鲍尔（英語：Dave Power，1928年7月14日—2014年2月1日），澳大利亚男子田径运动员。他曾代表澳大利亚参加1956年和1960年夏季奥林匹克运动会田径比赛，其中1960年奥运会获得一枚铜牌。